# Evans Rama
Evans Rama, född 7 februari 1973 i Tirana, är en albansk rocksångare och ekonom.
Rama är känd för sitt deltagande i olika albanska musikfestivaler. Han har utöver musiken avlagt examen i företagsekonomi. Han deltog i den andra upplagan av Top Fest år 2005 med låten "Është vonë". 2006 deltog han i tre festivaler. Han ställde upp i Mikrofoni i Artë med "Dashuria nuk është ëndërr", därefter i Kënga Magjike 2006 med "U kthëva" och sist i Festivali i Këngës 45 med "Nata e fundit". Han lyckades inte ta sig till finalen i någon av det årets festivaler.
2007 gjorde han ett andra försök i Mikrofoni i Artë med "Dua të ndryshoj" men vann inte. Han deltog även i Festivali i Këngës 46 i december samma år med "Drita e hënës" men han slogs ut i den första semifinalen. 2010 deltog han i Festivali i Këngës 49 med låten "Sonte" men slogs för tredje gången ut ur tävlingen i semifinalen. 2011 ställde han för andra gången upp i Top Fest då han i tävlingens 8:e upplaga framförde låten "Ndoshta kemi për të thënë". 2011 gjorde han sitt tredje försök att vinna Festivali i Këngës med låten "Ti nuk mundësh". 
I december 2015 deltar Rama i Festivali i Këngës 54 med låten "Flakë" som skrivits av Genti Lako och komponerats av Helena Halilaj. Med låten tog han sig för första gången till finalen där han slutade på plats 10. Han deltar även i Festivali i Këngës 56 2017, denna gång med låten "Gjurmët".